# Handley Page Type O
O Handley Page Type O foi um bombardeiro biplano britânico utilizado durante a Primeira Guerra Mundial. Na época era o maior avião alguma vez construído no Reino Unido, e um dos maiores do mundo. Foi construído em duas versões principais, o Handley Page 0/100 (H.P.11), que entrou em operação no final de 1916, e o Handley Page O/400 (H.P.12), que entrou em operação no início de 1918. Levava até 2.000 lbs (907 kg) de bombas. As versões O/7, O/10 e O/11 da aeronave foram usadas como avião comercial pela República da China, Índia, Polônia e Reino Unido.